# Negernbötel
Negernbötel là một đô thị ở huyện Segeberg, bang Schleswig-Holstein Segeberg, ở bang Schleswig-Holstein, Đức. Đô thị Negernbötel có diện tích 16,97 km², dân số thời điểm ngày 31 tháng 12 năm 2006 là 1041 người.